# Shine (альбом Мэри-Джесс)
| Оценки критиков | Оценки критиков |
| Источник        | Оценка          |
| --------------- | --------------- |
| Daily Express   | [ 1 ]           |
| Subba-Culture   | [ 2 ]           |
| Sunday Mercury  | (Положительный) |

Shine — дебютный студийный альбом британской кроссовер-певицы и автора песен Мэри-Джесс Ливерленд, который был выпущен спустя два года после выступления певицы на китайском конкурсе талантов Min Xing Chang Fan Tian в декабре 2009 года. Сама Ливерленд описала альбом как «гибрид классики и попа с элементами саундтрека и китайской музыки».

## История релиза
17 апреля 2011 года состоялся выпуск дебютного сингла «Are You the Way Home?», который Ливерленд написала в соавторстве с другой британской певицей и автором-исполнителем Хелен Боулдинг. Второй сингл «Glorious», за неделю до своего выхода был включён в одноимённый четырёхтрековый мини-альбом, который включал также в себя такие треки как, «Yue Guang Ai Ren (A Love Before Time)» (исполненная в телешоу Min Xing Chang Fan Tian) и «Stand as One». Третий сингл «Heaven Is Empty» стал доступен на iTunes 29 июля 2011 года. Альбом занял 57 место в Великобритании.

## Список композиций
| №   | Название                                | Автор(ы)                                              | Продюсер (ы) | Длительность |
| --- | --------------------------------------- | ----------------------------------------------------- | ------------ | ------------ |
| 1.  | «Are You the Way Home?»                 | Мэри-Джесс Ливерленд, Хелен Боулдинг, Питер Гленистер | Росс Куллум  | 3:57         |
| 2.  | «Glorious»                              | Ливерленд, Крис Итон                                  | Куллум       | 4:14         |
| 3.  | «Lighthouse of Mine»                    | Фредерик Кемпе, Питер Квинте, Вирджиния Макгрейл      | Куллум       | 4:18         |
| 4.  | «Rising from the Fire»                  | Мэтт Швартц, Emma Rohan                               | Куллум       | 5:02         |
| 5.  | «Beautiful Force»                       | Ливерленд, Падди Далтон, Дак Блэквелл                 | Куллум       | 3:33         |
| 6.  | «Everything Can Wait»                   | Боулдинг, Мартин Гловер, Зоуи Поллок                  | Куллум       | 3:41         |
| 7.  | «Stand as One»                          | Ливерленд, Рохан, Пол Картер                          | Куллум       | 3:45         |
| 8.  | «Yue Guang Ai Ren (A Love Before Time)» | Тань Дунь                                             | Куллум       | 3:16         |
| 9.  | «My Own Sunrise»                        | Ливерленд, Итон                                       | Куллум       | 4:52         |
| 10. | «An Angel Walking»                      | Ливерленд, Боулдинг, Куллум, Джефф Лоунсон            | Куллум       | 3:48         |
| 11. | «Burning Love»                          | Ливерленд, Боулдинг, Гай Ферли                        | Куллум       | 3:46         |
| 12. | «Heaven Is Empty»                       | Пол Картер                                            | Куллум       | 4:02         |